# 邵弘譽
邵弘譽（14世紀—15世紀），字德昭，號靜菴，浙江紹興府餘姚縣人，民籍，明朝政治人物。

## 生平
邵弘譽是永樂十八年（1420年）庚子科浙江鄉試舉人，二十二年（1424年）甲辰科三甲第二十一名進士。授監察御史，陞行在翰林院修撰，參與編修《宣宗實錄》，正統七年（1442年）任壬戌科會試同考官。
後來邵弘譽出為福建按察司副使，曾因鄧茂七作亂而降職，因親喪暫停職務，亂事平定後追錄功勞，調湖廣按察司副使，致仕。他個性孝友，雙親去世後廬墓，為官清廉沒有多餘資產，不計較別人非議。子邵駩任泰州同知，孫邵蕡為廣東右布政使。

## 引用
1. 1 2  乾隆《餘姚志·卷二十三·列傳四》：邵宏譽，字德昭，永樂甲辰進士，拜監察御史稱有風裁，用薦擢翰林修撰，預脩宣廟實錄，正統壬戌同考會試，尋陞福建按察副使，時坐閩寇鄧茂七反左遷，寇平追錄宏譽功，復湖廣按察副使致仕；安譽天性孝友，親歿廬墓，居官清白，囊無遺資，毀譽不形犯而不校，寬然長者也。
2. ↑  乾隆《餘姚志·卷十七·選舉表一》：舉人……明……永樂十八年 庚子 邵宏譽
3. ↑  《明英宗睿皇帝實錄·卷六十三》：（正統五年正月）辛酉行在翰林院修撰邵弘譽言四事……
4. ↑  《明英宗睿皇帝實錄·卷三百十九》：（天順四年九月）乙亥復除副使邵弘譽於福建按察司，汪琰於貴州按察司，僉事袁凱於廣西按察司，俱以親喪服闋故也。
5. ↑  餘姚《邵氏宗譜·貽編卷三》：明進士中憲大夫翰林院修撰湖廣按察使司副使靜菴邵公傳 《餘姚縣志》併《分省人物考》 邵宏譽，字德昭，號靜菴，永樂甲辰進士，拜監察御史稱有風裁，用薦擢翰林院修撰，預修宣廟實錄，正統壬戌同考會試，尋陞福建按察副使，時坐閩寇鄧茂七反左遷，寇平追錄宏譽功，復湖廣按察副使致仕。宏譽天性孝友，親歿廬墓，居官清白，囊無遺資，毀譽不形犯而不校，寬然長者也。子駩泰州同知，孫蕡廣東右布政使。